# Michael Gough
Michael Gough (født 23. november 1916, død 17. marts 2011) var en engelsk skuespiller, som nåede at medvirke i over 150 tv-programmer og film. Han er nok mest kendt for sine roller i Hammers gyserfilm fra 1958 og for sin rolle som Alfred Pennyworth i de fire film om Batman instrueret af Tim Burton og Joel Schumacher.

## Filmografi

### Film
| År   | Titel                                                         | Rolle                            | Noter                            |
| ---- | ------------------------------------------------------------- | -------------------------------- | -------------------------------- |
| 1948 | Anna Karenina                                                 | Nicholai                         |                                  |
| 1948 | Blanche Fury                                                  | Laurence Fury                    |                                  |
| 1948 | Saraband for Dead Lovers                                      | Prince Charles                   |                                  |
| 1949 | The Small Back Room                                           | Capt. Dick Stuart                |                                  |
| 1950 | Ha'penny Breeze                                               |                                  | Uncredited                       |
| 1951 | Blackmailed                                                   | Maurice Edwards                  |                                  |
| 1951 | No Resting Place                                              | Alec Kyle                        |                                  |
| 1951 | The Man in the White Suit                                     | Michael Corland                  |                                  |
| 1951 | Night Was Our Friend                                          | Martin Raynor                    |                                  |
| 1953 | Twice Upon a Time                                             | Mr. Lloyd                        |                                  |
| 1953 | The Sword and the Rose                                        | Duke of Buckingham               |                                  |
| 1953 | Rob Roy, the Highland Rogue                                   | Duke of Montrose                 |                                  |
| 1955 | Richard III                                                   | Dighton, the first murderer      |                                  |
| 1956 | Reach for the Sky                                             | Flying Instructor Pearson        |                                  |
| 1957 | Night Ambush                                                  | Andoni Zoidakis                  |                                  |
| 1957 | The House in the Woods                                        | Geoffrey Carter                  |                                  |
| 1958 | Horror of Dracula                                             | Arthur Holmwood                  |                                  |
| 1958 | The Horse's Mouth                                             | Abel                             |                                  |
| 1959 | Model for Murder                                              | Kingsley Beauchamp               |                                  |
| 1959 | Horrors of the Black Museum                                   | Edmond Bancroft                  |                                  |
| 1961 | Konga                                                         | Dr. Charles Decker               |                                  |
| 1961 | Mr. Topaze                                                    | Tamise                           |                                  |
| 1961 | What a Carve Up!                                              | Fisk, the butler                 |                                  |
| 1962 | Candidate for Murder                                          | Donald Edwards                   | Edgar Wallace Mysteries          |
| 1962 | The Phantom of the Opera                                      | Ambrose D'Arcy                   |                                  |
| 1963 | Black Zoo                                                     | Michael Conrad                   |                                  |
| 1963 | Tamahine                                                      | Cartwright                       |                                  |
| 1965 | Game for Three Losers                                         | Robert Hilary                    | Edgar Wallace Mysteries          |
| 1965 | Dr. Terror's House of Horrors                                 | Eric Landor                      | (segment "Disembodied Hand")     |
| 1965 | The Skull                                                     | Auctioneer                       |                                  |
| 1967 | They Came from Beyond Space                                   | Master of the Moon               |                                  |
| 1967 | Berserk!                                                      | Albert Dorando                   |                                  |
| 1968 | One Night... A Train                                          | Jeremiah                         |                                  |
| 1968 | Curse of the Crimson Altar                                    | Elder                            | Also known as The Crimson Cult   |
| 1969 | A Walk with Love and Death                                    | Mad Monk                         |                                  |
| 1969 | Women in Love                                                 | Tom Brangwen                     |                                  |
| 1970 | Julius Caesar                                                 | Metellus Cimber                  |                                  |
| 1970 | Trog                                                          | Sam Murdock                      |                                  |
| 1971 | The Go-Between                                                | Mr. Maudsley                     |                                  |
| 1971 | The Corpse                                                    | Walter Eastwood                  | Also known as Crucible of Horror |
| 1972 | Savage Messiah                                                | M. Gaudier                       |                                  |
| 1972 | Henry VIII and His Six Wives                                  | Norfolk                          |                                  |
| 1973 | Horror Hospital                                               | Dr. Christian Storm              |                                  |
| 1973 | The Legend of Hell House                                      | Emeric Belasco                   | Uncredited                       |
| 1975 | Galileo                                                       | Sagredo                          |                                  |
| 1975 | The Man from Nowhere                                          | Man                              | Voice, Uncredited                |
| 1976 | Satan's Slave                                                 | Uncle Alexander Yorke            |                                  |
| 1978 | The Boys from Brazil                                          | Mr. Harrington                   |                                  |
| 1978 | L'Amour en question                                           | Sir Baldwin                      | Credited as Michaël Gough        |
| 1981 | Venom                                                         | David Ball                       |                                  |
| 1983 | The Dresser                                                   | Frank Carrington                 |                                  |
| 1984 | Memed My Hawk                                                 | Kerimoglu                        |                                  |
| 1984 | Top Secret!                                                   | Dr. Paul Flammond                |                                  |
| 1984 | Oxford Blues                                                  | Doctor Ambrose                   |                                  |
| 1985 | Out of Africa                                                 | Baron Delamere                   |                                  |
| 1986 | Caravaggio                                                    | Cardinal Del Monte               |                                  |
| 1987 | Maschenka                                                     | Vater                            |                                  |
| 1987 | The Fourth Protocol                                           | Sir Bernard Hemmings             |                                  |
| 1988 | The Serpent and the Rainbow                                   | Dr. Earl "Schoonie" Schoonbacher |                                  |
| 1988 | Rarg                                                          | Professor                        | Short Film                       |
| 1989 | Strapless                                                     | Douglas Brodie                   |                                  |
| 1989 | Batman                                                        | Alfred Pennyworth                |                                  |
| 1989 | Batman: The Lazarus Syndrome                                  | Alfred Pennyworth                | Stemme                           |
| 1990 | The Garden                                                    |                                  |                                  |
| 1991 | Let Him Have It                                               | Lord Goddard                     |                                  |
| 1991 | The Wanderer                                                  | Veteran Wanderer                 | Short Film                       |
| 1992 | Batman Returns                                                | Alfred Pennyworth                |                                  |
| 1993 | Wittgenstein                                                  | Bertrand Russell                 |                                  |
| 1993 | The Age of Innocence                                          | Henry van der Luyden             |                                  |
| 1993 | The Advocate                                                  | Magistrate Boniface              |                                  |
| 1994 | Uncovered                                                     | Don Manuel                       |                                  |
| 1994 | Nostradamus                                                   | Jean de Remy                     |                                  |
| 1995 | Batman Forever                                                | Alfred Pennyworth                |                                  |
| 1997 | Batman & Robin                                                | Alfred Pennyworth                |                                  |
| 1998 | What Rats Won't Do                                            | Justice Tomlin                   |                                  |
| 1998 | St. Ives                                                      | Comte de Saint-Yves              |                                  |
| 1998 | The Whisper                                                   | Nikolay 1947                     | Short Film                       |
| 1999 | The Cherry Orchard                                            | Feers                            |                                  |
| 1999 | Sleepy Hollow                                                 | Notary James Hardenbrook         |                                  |
| 1999 | The Strange Case of Delphina Potocka or The Mystery of Chopin | The Doctor                       |                                  |
| 2005 | Corpse Bride                                                  | Elder Gutknecht                  | Voice                            |
| 2010 | Alice i Eventyrland                                           | Uilleam the Dodo Bird            | Voice; final film role           |

### Tv
| År        | Titel                                    | Rolle                                                       | Noter                                         |
| --------- | ---------------------------------------- | ----------------------------------------------------------- | --------------------------------------------- |
| 1946      | Androcles and the Lion                   | Spintho                                                     | Television film                               |
| 1949      | Crime Passionel                          | Hugo                                                        | Television film                               |
| 1949      | Whitehall Wonders                        | Stephen Blair                                               | Television film                               |
| 1950      | Master of Arts                           | Ronald Knight, MA                                           | Television film                               |
| 1951      | Androcles and the Lion                   | Captain                                                     | Television film                               |
| 1951–1956 | BBC Saturday-Night Theatre               | Michael / Francis Hubbard / Lt. Geoffrey Ainsworth          | 3 episodes                                    |
| 1953      | Wednesday Theatre                        | Brama-Glinsky                                               | Episode: "Curtain Down"                       |
| 1954      | The Lover                                | The Lover                                                   | Television short                              |
| 1954      | Rheingold Theatre                        | Charlie                                                     | Episode: "The Man Who Heard Everything"       |
| 1954      | Stage by Stage                           | Loveless                                                    | Episode: "The Relapse or, Virtue in Danger"   |
| 1955      | Sherlock Holmes                          | Mr. Russel Partridge                                        | Episode: "The Case of the Perfect Husband"    |
| 1955–1958 | ITV Television Playhouse                 | Sir David Lavering / David Ryerson / Hugo / Dawson          | 5 episodes                                    |
| 1955–1961 | ITV Play of the Week                     | Rev. Claude Bell / Georges Renaud / Gregers Werle / Rakitin | 4 episodes                                    |
| 1956      | Theatre Royal                            | The Stranger                                                | Episode: "Just Off Piccadilly"                |
| 1956      | Assignment Foreign Legion                | Andre La Palme                                              | Episode: "The Outcast"                        |
| 1956      | Fanny                                    | The Admiral                                                 | Television film                               |
| 1956–1959 | Armchair Theatre                         | George in 'Double Exit' / The Doctor                        | 2 episodes                                    |
| 1957      | The Two Mrs. Carrolls                    | Geoffrey Carroll                                            | Television film                               |
| 1957      | The Peaceful Inn                         | Hatlock                                                     | Television film                               |
| 1959      | World Theatre                            | Cassius                                                     | Episode: "Julius Caesar"                      |
| 1959      | Dancers in Mourning                      | Squire Mercer                                               | 6 episodes                                    |
| 1960      | DuPont Show of the Month                 | Dr. Livesey                                                 | Episode: "Treasure Island"                    |
| 1960      | The Adventures of Robin Hood             | Boland                                                      | Episode: "The Edge and the Point"             |
| 1961      | Thirty-Minute Theatre                    | Currently Unknown                                           | Episode: "A Matter of Principle"              |
| 1961      | Rendezvous                               | Scionneau                                                   | Episode: "The Executioner"                    |
| 1962      | Drama 61-67                              | Charles                                                     | Episode: "Drama '62: The Lonesome Road"       |
| 1962–1965 | The Edgar Wallace Mystery Theatre        | Robert Hilary / Donald Edwards                              | 2 episodes                                    |
| 1964      | The Great War                            | Various                                                     | Episode: "So Sleep Easy in Your Beds"         |
| 1964      | The Saint                                | Colin Phillips                                              | Episode: "The Imprudent Politician"           |
| 1964      | The Count of Monte Cristo                | Gérard de Villefort                                         | 7 episodes                                    |
| 1964–1967 | Theatre 625                              | Harry / Geoffrey Melville / Clodius Pulcher                 | 3 episodes                                    |
| 1965      | Undermind                                | Rev. Austen Anderson                                        | Episode: "Flowers of Havoc"                   |
| 1965      | The Man in Room 17                       | Andrei Konev                                                | Episode: "The Seat of Power"                  |
| 1965      | Sunday Night                             | Pausanias                                                   | Episode: "The Drinking Party"                 |
| 1965–1967 | The Avengers                             | Nutski / Dr. Armstrong                                      | 2 episodes                                    |
| 1966      | BBC Play of the Month                    | Eliut                                                       | Episode: "Days to Come"                       |
| 1966      | Alice in Wonderland                      | March Hare                                                  | Television play                               |
| 1966      | Doctor Who: The Celestial Toymaker       | Celestial Toymaker                                          | 4 episodes, episodes 1-3 animated/missing     |
| 1966–1967 | Orlando                                  | Harry Prentice                                              | 5 episodes                                    |
| 1967      | Pride and Prejudice                      | Mr. Bennet                                                  | 6 episodes                                    |
| 1968      | Thirty-Minute Theatre                    | Ted Warner                                                  | Episode: "Standing by for Santa Claus"        |
| 1968      | Detective                                | Holroyd                                                     | Episode: "Lesson in Anatomy"                  |
| 1968      | For Amusement Only                       | Henry                                                       | Episode: "Henry the Incredible Bore"          |
| 1968      | Journey to the Unknown                   | Royal                                                       | Episode: "Eve"                                |
| 1968      | The Champions                            | Major Joss                                                  | Episode: "Happening"                          |
| 1968      | Treasure Island                          | Squire Trelawney                                            | 7 episodes                                    |
| 1969–1972 | Omnibus                                  | Vincent van Gogh / Astronaut                                | 2 episodes                                    |
| 1971      | Seeing and Believing                     | Job                                                         | Episode: "The Trial of Job"                   |
| 1971      | Kate                                     | Alan Tatley                                                 | Episode: "Good and Proper"                    |
| 1971      | Search for the Nile                      | David Livingstone                                           | 3 episodes                                    |
| 1972      | Spy Trap                                 | Cooper                                                      | Episode: "Who Among Us?: Part 6"              |
| 1972      | The Main Chance                          | Sir George Andrews                                          | Episode: "One for the House"                  |
| 1972      | Colditz                                  | Major Schaeffer                                             | Episode: "Maximum Security"                   |
| 1972      | The Man Who Came to Dinner               | Beverly Carlton                                             | Television film                               |
| 1973      | The Protectors                           | Shkodër                                                     | Episode: "One and One Makes One"              |
| 1973      | The Rivals of Sherlock Holmes            | Governor                                                    | Episode: "Cell 13"                            |
| 1973      | Moonbase 3                               | Sir Benjamin Dyce                                           | Episode: "View of a Dead Planet"              |
| 1973–1983 | Crown Court                              | Mr. Justice Galbraith / Justice Galbraith / Dr. De Quincey  | 3 Episodes                                    |
| 1974      | QB VII                                   | Dr. Fletcher                                                | Episode: "Part Three"                         |
| 1974      | Shoulder to Shoulder                     | Dr. Richard Pankhurst                                       | 2 episodes                                    |
| 1974      | Fall of Eagles                           | Helphand                                                    | Episode: "The Secret War"                     |
| 1974      | Late Night Drama                         | Potter                                                      | Episode: "A Brisk Dip Sagaciously Considered" |
| 1974      | ITV Playhouse                            | Bill Wakely                                                 | Episode: "The Gift of Friendship"             |
| 1974      | Microbes and Men                         | Sir Almroth Wright                                          | Episode: "The Search for the Magic Bullet"    |
| 1974      | Notorious Woman                          | Henri de Latouche                                           | Episode: "Success"                            |
| 1974      | Jennie: Lady Randolph Churchill          | Mr. Yule                                                    | Episode: "Lady Randolph"                      |
| 1975      | Sutherland's Law                         | James Shaw                                                  | Episode: "In at The Deep End"                 |
| 1975      | Ten from the Twenties                    | Peter                                                       | Episode: "The Fifty Pound Note"               |
| 1975–1976 | Centre Play                              | Father / Matt                                               | 2 episodes                                    |
| 1976      | Shades of Greene                         | Ransom                                                      | Episode: "The Case for the Defence"           |
| 1976      | Life and Death of Penelope               | Winthrop                                                    | Episode: "The Reaper"                         |
| 1979      | Suez 1956                                | Sir Anthony Eden                                            | Television film                               |
| 1980      | Blake's 7                                | Hower                                                       | Episode: "Volcano"                            |
| 1981      | Brideshead Revisited                     | Doctor Grant                                                | Episode: "Brideshead Revisited"               |
| 1982      | Barriers                                 | Old man                                                     | Episode: "#2.6"                               |
| 1982      | Inside the Third Reich                   | Dr. Rust                                                    | Television film                               |
| 1982      | Smiley's People                          | Mikhel                                                      | Television Miniseries                         |
| 1982      | The Agatha Christie Hour                 | Sir George Durand                                           | Episode: "The Fourth Man"                     |
| 1982      | Strangers                                | Professor Whittingham                                       | Episode: "The Lost Chord"                     |
| 1982      | Witness for the Prosecution              | Judge                                                       | Television film                               |
| 1982      | Play for Today                           | Professor Burrows                                           | Episode: "Another Flip for Dominick"          |
| 1982      | Cymbeline                                | Belarius                                                    | Television Film                               |
| 1983      | Doctor Who: Arc of Infinity              | Councillor Hedin                                            | 3 episodes                                    |
| 1983      | To the Lighthouse                        | Mr. Ramsay                                                  | Television film                               |
| 1983      | The Citadel                              | Sir Jenner Halliday                                         | Episode: "Part 10"                            |
| 1983      | Andy Robson                              | Arthur                                                      | 2 episodes                                    |
| 1983      | Heartattack Hotel                        | Mr. Todd                                                    | Television film                               |
| 1984      | Mistral's Daughter                       | Cardinal                                                    | 3 episodes                                    |
| 1984      | The Biko Inquest                         | Professor Loubser / State Pathologist                       | Television film                               |
| 1984      | A Christmas Carol                        | Mr. Poole                                                   | Television film                               |
| 1985      | Arthur the King                          | Archbishop                                                  | Television film                               |
| 1985      | Hilary                                   | Hilary's Dad                                                | Episode: "#1.4"                               |
| 1985      | Lace II                                  | Unnamed Character                                           | Television film                               |
| 1986      | Screen Two                               | Peter                                                       | Episode: "Hard Travelling"                    |
| 1986      | Ladies in Charge                         | Arthur James                                                | Episode: "Dangerous Prelude"                  |
| 1986–1987 | The Little Vampire                       | Uncle Theodor / Uncle Ludwig                                | 7 episodes                                    |
| 1987      | Inspector Morse                          | Philip Ogleby                                               | Episode: "The Silent World of Nicholas Quinn" |
| 1987      | A Killing on the Exchange                | Charles Makepeace                                           | 2 episodes                                    |
| 1987      | Screenplay                               | Albani                                                      | Episode: "Cariani and the Courtesans"         |
| 1988      | Ten Great Writers of the Modern World    | Reader                                                      | Episode: "T. S. Eliot's The Waste Land"       |
| 1989      | Mystery!: Campion                        | Mr. Hayhoe                                                  | 2 episodes                                    |
| 1989      | After the War                            | Professor Charlie Rampling                                  | Episode: "Rise and Fall"                      |
| 1989      | Screen One                               | Mr. Maggs                                                   | Episode: "The Mountain and the Molehill"      |
| 1989      | The Shell Seekers                        | Roy Brookner                                                | Television film                               |
| 1989      | Blackeyes                                | Maurice James Kingsley                                      | 4 episodes                                    |
| 1990      | Boon                                     | Donald Bannerman                                            | Episode: "Best Left Buried"                   |
| 1991      | The Diamond Brothers                     | Mr. Waverly                                                 | 6 episodes                                    |
| 1991      | Sleepers                                 | Andrei Zorin                                                | 4 episodes                                    |
| 1991      | Children of the North                    | Arthur Apple                                                | 4 episodes                                    |
| 1992      | The Good Guys                            | Hector                                                      | Episode: "The MacQuarrie Treasure"            |
| 1995      | A Village Affair                         | Sir Ralph Unwin                                             | Television film                               |
| 1995      | The Twisted Tales of Felix the Cat       | Voices                                                      | 4 episodes                                    |
| 1995      | The Haunting of Helen Walker             | Barnaby                                                     | Television film                               |
| 1996      | Young Indiana Jones: Travels with Father | Leo Tolstoy                                                 | Television film                               |